# Docibilis II de Gaète
Docibilis II (italien : Docibile) (c. 880 – c. 954) fut souverain de Gaète, de facto ou de jure à partir de 906 jusqu'à sa mort. Il est le fils de l'hypatos Jean Ier, qui l'associe comme co-régent vers 906.

## Biographie
Docibilis prend part à la bataille de Garigliano en 915. En 930, il commence à se prévaloir du titre de duc, ou dux, en plus celui d'hypatos, ou ypatus ce qui est le signe de l'accession à un nouveau statut ou rang, bien qu'il demeure officiellement un vassal de l'Empire byzantin qui le reconnaît seulement comme archonte, αρχον. Son père meurt en 933 ou 934, et il règne de ce fait comme seul souverain. À cette époque il commence à affirmer son indépendance vis-à-vis des Byzantins. Il arrête de dater ses chartes des années de règne des empereurs et s'allie avec Théobald Ier de Spolète contre les Grecs.
Son épouse Orania prend le titre de duchesse, ducissa, aux côtés de celui d'ypatissa, et il associe son fils, Jean II, à son pouvoir ducal. En 939, il abandonne le titre d'hypatos et commence à se dénommer lui-même consul. Sa fille Maria devient l'épouse du prince de Capoue, Landolf II de Bénévent, afin de renforcer ses liens avec la noblesse locale italienne. Aténolf Megalu, le gastald d'Aquino, se place sous la protection de Docibilis, mais cela n'améliore pas ses relations avec le prince lombard : il attaque Landolf Ier de Bénévent et perd quelques territoires. Plus tard, il emprisonne l'abbé de Monte Cassino mais il ne rechigne pas à s'allier avec les Sarrasins contre qui il avait naguère combattu. Il a comme successeurs d'abord son fis Jean puis Grégoire, Il attribue Fondi à son autre fils Marinus, avec le titre de dux, partageant de ce fait le duché de Gaète en deux parties. Un autre de ses fils, nommé Léon, reçoit l'église de San Erasmo de Formia de Jean II. Docibilis a également eu plusieurs filles : Maria, Anna, Gemma, Drosu et Megalu.
Il meurt entre 954 et 957.  Dans ses dernières volontés (954) son palais de Gaète, maintenant ruiné, est décrit comme composé de « pièces, corridors, bains, volières, cuisines et cours jusqu'à la mer ».

## Sources
- (en) Cet article est partiellement ou en totalité issu de l’article de Wikipédia en anglais intitulé « Docibilis II of Gaeta » (voir la liste des auteurs).
- (it) Caravale, Mario (ed). Dizionario Biografico degli Italiani XL Di Fausto – Donadoni. Rome, 1991 DOCIBILE II.
- (en) F.M.G. LORDS of GAETA, DUKES of GAETA 867-[1032] (FAMILY of DOCIBILIS) .
- Jules Gay, L'Italie méridionale et l'Empire byzantin depuis l'avènement de Basile Ier jusqu'à la prise de Bari par les Normands (867-1071), Paris, Albert Fontemoing, 1904, p. 251.